# SS Ceramic
El SS Ceramic fue un transatlántico británico construido en los astilleros de Harland & Wolff en Belfast para la compañía naviera White Star Line en 1913, operando en la ruta entre Liverpool y Australia. El Ceramic fue el buque más grande en realizar dicha ruta hasta que la naviera P&O introdujo el RMS Mooltan en 1923. En 1934 la naviera Shaw, Savill & Albion Line se hizo cargo de las rutas a Australia de la White Star, ahora llamada Cunard White Star Line, y adquirió el Ceramic. Sirvió como barco de transporte de tropas en las dos guerras mundiales. Sin embargo, en 1942, durante la II Guerra Mundial, fue hundido por un submarino alemán, con sólo un superviviente de las 655 personas que viajaban a bordo.

## Construcción
El Ceramic fue construido en el astillero de Harland and Wolff, en Belfast, siendo botado el 11 de diciembre de 1912, y equipado en 1913. El buque fue entregado el 5 de julio de 1913.
El Ceramic tenía dos motores de triple expansión, cada uno con una alta presión, y era propulsado por tres hélices.

## Servicio en la White Star
El viaje inaugural del Ceramic se inició el 24 de julio de 1913, navegando desde Liverpool a Australia. En la época, era el mayor barco que operaba en esa ruta. En 1914, fue requisado para la Primera Fuerza Imperial Australiana como un navío de tropas.
El Ceramic sobrevivió a una serie de ataques. En mayo de 1916, fue atacado por dos torpedos cuando estaba navegando en el Mediterráneo con 2.500 tropas. El 9 de junio de 1917 fue nuevamente atacado por un submarino no identificado, cuando estaba en el canal de la Mancha. El día 21 de julio, a lo largo de las Islas Canarias, un U-Boot lo persiguió durante 40 minutos.
En mayo de 1917, el Ceramic fue transferido al Reino Unido. En 1919, fue devuelto a la White Star Line, siendo reequipado por Harland and Wolff al año siguiente como un barco civil. Retornó al servicio civil el 18 de noviembre de 1920, dejando Liverpool con destino a Sídney, con escala en Glasgow.

## Servicio en la Shaw, Savill and Albion
En 1934, la White Star Line se fusionó con la Cunard Line, creándose la Cunard White Star Line. Tras la fusión, el Ceramic fue vendido a la Shaw, Savill and Albion Line, pero su nombre no fue cambiado. Su primer viaje con la nueva compañía tuvo lugar el día 25 de agosto, dejando Liverpool con destino a Brisbane. En junio de 1936, el barco fue enviado a Harland and Wolff, donde pasó por una modernización. El Ceramic retornó al servicio el día 15 de agosto.

## Segunda Guerra Mundial
Cuando la Segunda Guerra Mundial se inició el 1 de septiembre de 1939, el Ceramic estaba en Tenerife, en su ruta regular hacia Sudáfrica y Australia. Permaneció en la ruta, sin escolta, llegando a Australia en octubre. Dejó Sídney el 1 de noviembre, navegando nuevamente sin escolta hasta llegar a Freetown, Sierra Leona, donde se juntó al convoy SL 13F. El convoy dejó el puerto el 19 de diciembre, llegando a Liverpool el 3 de enero de 1940.
En febrero de 1940, el Ceramic fue adaptado como un navío de tropas. Mantuvo su ruta habitual, dejando Liverpool el día 19 de febrero, llegando a Sídney el 14 de abril. Nuevamente dejó Sídney el 20 de abril, echando anclas en Freetown el 2 de junio. Navegó al día siguiente sin escolta, llegando a Liverpool el día 13 de junio.

### La colisión con el Testbank
Navegando en el Atlántico Sur en la madrugada del 11 de agosto de 1940, un barco carguero de 5.083 toneladas avistó al Ceramic cerca de un kilómetro y medio hacia el frente. Según los reglamentos de navegación en tiempos de guerra, los dos barcos estaban navegando con las luces apagadas. El vigía del Ceramic no consiguió ver al Testbank a tiempo. Ambos barcos intentaron evitar una colisión, sin éxito.
El buque Testbank alcanzó el lado de estribor del Ceramic. La velocidad de ambos buques fue estimada en 25 nudos (46 km/h). La proa del carguero fue destruida, abriendo un agujero de 40 pies (12 m) de ancho, pero ambos barcos permanecieron a flote. El carguero Testbank fue capaz de regresar a la Ciudad del Cabo con sus propios motores.
Como precaución, los 279 pasajeros del Ceramic fueron transferidos al buque de la P&O RMS Viceroy of India. El Ceramic navegó hasta Walvis Bay con la ayuda de un remolcador, siendo escoltado por un navío de guerra de la Marina Real Británica. Llegó el día 16 de agosto, siendo enviado para reparaciones de emergencia. Después de ser reparado, navegó hasta Ciudad del Cabo. El 10 de diciembre, el Ceramic volvió a sus viajes hacia Australia, llegando a Sídney el 18 de enero de 1941.

### Servicios posteriores
Entre el 28 y el 29 de junio de 1941, el Ceramic navegó con el convoy WS 9B, llegando a Freetown el día 13 de julio. Permaneció sin escolta en Sudáfrica, como de costumbre, llegando a Sídney el 4 de septiembre, donde permaneció hasta el 1 de octubre. En vez de regresar a su ruta habitual, viró hacia el este del mar de Tasmania, llegando a Wellington el día 27 de octubre, y en seguida, atravesó el Pacífico. En noviembre, pasó por el canal de Panamá, llegando a Halifax. Allí, se unió al convoy HX 163, dejando el puerto el día 3 de diciembre, llegando a Liverpool el 19 de diciembre.
En enero de 1942, el Ceramic dejó Liverpool con el convoy ON 59. Debido a las amenazas de un ataque enemigo, su ruta desde Liverpool a Ciudad del Cabo fue alterada para el oeste. Navegó con escolta a través del Atlántico Norte, llegando el día 7 de febrero. El 15 de febrero, dejó Halifax con escolta naval, llegando a Río de Janeiro (Brasil) el 5 de marzo. Navegó una vez más sin escolta entre Sudáfrica y Australia, llegando a Sídney el día 29 de abril.

### Naufragio
El 3 de noviembre de 1942, el Ceramic estaba transportando 377 pasajeros, 264 tripulantes y 14 artilleros, con una carga de 12.362 toneladas durante un viaje entre Liverpool y Australia. Navegaba con el convoy ON 149 sin escolta, como se había planeado. En su partida anterior, en enero, el Ceramic navegó hacia el oeste debido a una amenaza de ataque.
En la medianoche del día 7 de diciembre, con tiempo frío y el mar agitado en medio del Atlántico, el submarino alemán U-515 disparó un torpedo al Ceramic. Este fue seguido dos o tres minutos después por dos torpedos más que alcanzaron la sala de máquinas del Ceramic, parando sus motores y la iluminación eléctrica. Los operadores de telégrafos enviaron llamadas de socorro, siendo recibidas por el crucero ligero HMS Enterprise. Fueron arriados ocho botes salvavidas llenos de personas, aunque el barco aún permanecía a flote.
Cerca de tres horas después, el U-515 disparó dos torpedos más, hundiendo al buque enseguida. El tiempo lluvioso y el mar agitado volcaron algunos botes salvavidas, dejando a muchas personas en el agua helada.
A la mañana siguiente, la Befehlshaber der U-Boote (BdU) ordenó al submarino U-515 regresar al lugar del naufragio, y consiguientemente descubrir el destino del barco. El capitán del U-boat, Werner Henke avistó uno de los botes salvavidas, con los supervivientes haciendo señas. La tempestad estaba casi a grado 10, sumergiendo la torre de mando del U-515. Aun así, Henke ordenó a su tripulación buscar sobrevivientes. El primero y único en ser encontrado fue el zapador Eric Munday, que fue rescatado del agua.
Los otros ocupantes de los botes salvavidas no sobrevivieron. La tempestad era muy fuerte y peligrosa para que los buques de rescate rondasen el lugar. El día 9 de diciembre, el destructor portugués NRP Dão fue enviado al lugar para buscar supervivientes, sin éxito.
El único sobreviviente, Eric Munday, fue mantenido como prisionero a bordo del U-515 durante un mes. Cuando volvió a Lorient el 6 de enero de 1943, desembarcó en la base de submarinos de Lorient, donde permaneció como un prisionero de guerra hasta el año 1945.